# Wasserwirtschaftsamt
Ein Wasserwirtschaftsamt ist eine Fachbehörde, die für die regionale Wasserwirtschaft in einem bestimmten Gebiet verantwortlich zeichnet.

## Funktion
Die Wasserwirtschaftsämter haben mittelbare und unmittelbare Aufgaben.
Mittelbar sind sie zuständig bei der Trinkwasserver- und Abwasserentsorgung der Bürger durch die Gemeinden, bei wasserbaulichen Maßnahmen sowie bei sonstigen Benutzungen der Gewässer durch Industrie, Gewerbe und Privatpersonen. Unmittelbar sind sie zuständig als Träger öffentlicher Belange, als Genehmigungsbehörde im Verwaltungsverfahren nach dem Wasserrecht, als informierende und beratende Fachbehörde sowie bei staatlichen Zuwendungsverfahren.
Unmittelbar sind die Wasserwirtschaftsämter zuständig für Bau und Unterhaltung von Gewässern, soweit es sich nicht um Bundeswasserstraßen oder Gewässer von Verbänden oder in Privatbesitz handelt. In Deutschland nehmen sie die Aufgaben der unteren Wasserbehörde im Sinne des Wasserhaushaltsgesetzes wahr. Die Funktionen und Aufgaben unterscheiden sich jedoch teilweise in den Bundesländern.

## Personal
Bei den Wasserwirtschaftsämtern sind Fachleute unterschiedlichster Berufsgruppen des Bauwesens, der Landschaftspflege, der Naturwissenschaften, des Wasserbaus, sowie Verwaltungspersonal beschäftigt.

## Aufgaben
Die Wasserwirtschaftsämter sind Ansprechpartner für die Kommunen, Gewerbetreibende und  Bürger, wenn es um ihr Wasser in der Region geht. Sie sind u. a. unmittelbare Ansprechpartner für Fragen zum Umgang mit wassergefährdenden Stoffen.
Die Wasserwirtschaftsämter beraten auch andere Fachbehörden und erstellen für diese Gutachten zu wasserwirtschaftlich relevanten Fragestellungen, beraten und informieren aber auch die Kommunen und einzelne Bürger.
Auch die Erhebung und Auswertung von hydrologischen, gewässergüterelevanten und gewässerökologischen Daten (siehe auch: Ökologie) zur Beschaffenheit der Oberflächengewässer und des Grundwassers gehört zu ihrem Aufgabenbereich.
Daten zur Hydrologie werden u. a. im Hochwassernachrichtendienst verwendet.
Fachbereiche sind:
- Gewässeraufsicht
- Wasserversorgung, Grundwasser, Bodenschutz
- Gewässerschutz, Abwasserentsorgung
- Wasserbau, Gewässerentwicklung

## Geschichte
Vorgänger der Wasserwirtschaftsämter in Deutschland waren die Wasserbauverwaltungen des 19. Jahrhunderts in Preußen und Bayern sowie regionale Bauämter, die um das Jahr 1900 für die Entwässerung und den Schutz vor Hochwasser eingerichtet wurden. Das Reichsministerium für Ernährung und Landwirtschaft führte die Behördenbezeichnung Wasserwirtschaftsamt 1939 ein, indem mit einem Erlass vom 11. August 1939 die Kulturbauämter in Wasserwirtschaftsämter umbenannt wurden. Im Laufe der Entwicklung des Umweltschutzes erfolgte zum Ende des 20. Jahrhunderts eine Zusammenlegung mit Fachbehörden, die ähnliche Aufgaben hatten: So entstanden um 1990 in Niedersachsen die Staatlichen Ämter für Abfall- und Wasserwirtschaft.

## Struktur in der Bundesrepublik Deutschland

Das Wasserwirtschaftsamt in Hof (Saale)

In den vielen Bundesländern sind die Aufgaben an die zuständigen Umweltämter bzw. Umweltbehörden übertragen worden.
- Baden-Württemberg
Im Gebiet des heutigen Landes Baden-Württemberg wurden die Kulturbauämter ab dem Jahr 1939 in Wasserwirtschaftsämter umbenannt.[4] 1995 wurden diese Ämter aufgelöst und stattdessen drei Gewässerdirektionen errichtet.[3] Heute sind 35 Land- und 9 Stadtkreise im Bereich der Wasserwirtschaft zuständig.[5] Einige Aufgaben werden von den Regierungsbezirken[6] und der Landesanstalt für Umwelt Baden-Württemberg wahrgenommen.

- Bayern
Die Wasserwirtschaftsämter in Bayern gehören zum Geschäftsbereich des Bayerischen Staatsministeriums für Umwelt und Verbraucherschutz. Die fachliche Oberbehörde hierfür ist das Bayerische Landesamt für Umwelt. In Bayern gibt es insgesamt 17 Wasserwirtschaftsämter, die jeweils für mehrere Landkreise beziehungsweise kreisfreie Städte zuständig sind. Für Oberbayern bestehen die Wasserwirtschaftsämter  Ingolstadt, München, Rosenheim, Traunstein und Weilheim. In den weiteren sechs Regierungsbezirken gibt es jeweils zwei Ämter: in Deggendorf und Landshut für Niederbayern, in Regensburg und Weiden für die Oberpfalz, in Kronach und Hof für Oberfranken, in Ansbach und Nürnberg für Mittelfranken, in Aschaffenburg und Bad Kissingen für Unterfranken sowie in Donauwörth und Kempten für Schwaben.

- Berlin
Zuständige Behörde in Berlin ist die Senatsverwaltung für Stadtentwicklung und Umwelt.
- Brandenburg Die Landkreise und kreisfreien Städte sind als untere Wasserbehörden für die Wasserwirtschaft zuständig. Übergreifende Aufgaben übernimmt das Landesamt für Umwelt als obere Wasserbehörde.
- Bremen
Die Aufgaben des Wasserwirtschaftsamtes, das im Jahr 1993 aufgelöst wurde, sind teilweise an die Deichverbände übertragen worden und werden hauptsächlich vom jeweiligen Umweltsenator wahrgenommen.
- Hamburg
Das Amt für Wasserwirtschaft wurde aufgelöst und in ein Amt für Umweltschutz integriert.
- Hessen
Mit der Neustrukturierung der Umweltverwaltung im Jahr 1997 wurden die Wasserwirtschaftsämter aufgelöst. Einige Aufgaben werden zentral im Hessischen Ministerium für Umwelt, Klimaschutz, Landwirtschaft und Verbraucherschutz wahrgenommen, viele Zuständigkeiten liegen bei den Regierungspräsidien, Landkreisen[7] und kreisfreien Städten.[8]
- Mecklenburg-Vorpommern
In Mecklenburg-Vorpommern sind die Staatlichen Ämter für Umwelt und Natur sowie die Landräte und die Oberbürgermeister (Bürgermeister) der kreisfreien Städte zuständig.[9]
- Niedersachsen
In Niedersachsen wurden die Wasserwirtschaftsämter zunächst in Staatliche Ämter für Wasser und Abfall umgewandelt. Seit dem Jahr 2005 werden die Aufgaben überwiegend vom Niedersächsischen Landesbetrieb für Wasserwirtschaft, Küsten- und Naturschutz wahrgenommen. In einigen Landkreisen gibt es inzwischen aus der regionalen Situation heraus wieder eigene Ämter für Wasserwirtschaft.[10]
- Nordrhein-Westfalen
Hier sind die Landkreise und kreisfreien Städte als untere Wasserbehörde und die Bezirksregierungen als obere Wasserbehörde zuständig.
- Rheinland-Pfalz
- Saarland
- Sachsen
In Sachsen werden die Aufgaben seit 2008 vom Sächsischen Landesamt für Umwelt, Landwirtschaft und Geologie wahrgenommen.
- Sachsen-Anhalt
- Schleswig-Holstein
1973 wurden die Ämter für Land- und Wasserwirtschaft gebildet.
- Thüringen
Es gab nach 1945 sechs eigenständige Wasserwirtschaftsämter, die 1952 aufgelöst und in VEB-Wasserwirtschaftsbetriebe (WAB) überführt wurden.[11]

## Schweiz
Im Kanton Bern wurden zuletzt das Amt für Gewässerschutz und Abfallwirtschaft (GSA) und das Wasserwirtschaftsamt (WWA) zum Amt für Wasser und Abfall (AWA) vereinigt.